# Арманово
Арманово (Армоново, Армонова) — опустевшая (нежилая) деревня в Себежском районе Псковской области России. Входит в состав сельского поселения Себежское.

## География
Находится в пределах Валдайской возвышенности, на юго-западе региона, в северной части района. Высшая точка поселения — 125 метров.
Уличная сеть не развита.

## История
В 1802—1924 годах земли поселения Армонова входили в Себежский уезд Витебской губернии.
В 1941—1944 гг. местность находилась под фашистской оккупацией войсками Гитлеровской Германии.
До 1995 года деревня входила в Томсинский сельсовет. Постановлением Псковского областного Собрания депутатов от 26 января 1995 года все сельсоветы в Псковской области были переименованы в волости и деревня стала частью Томсинской волости.
В 2010 году Томсинская волость, вместе с Арманово и другими населёнными пунктами, была влита в состав нового муниципального образования сельское поселение «Себежское».

## Население
| 2001 | 2002 | 2010 |
| ---- | ---- | ---- |
| 0    | →0   | →0   |

## Инфраструктура
Было личное подсобное хозяйство.

## Транспорт
Деревня была доступна по просёлочным дорогам.